# Bhuchung K. Tsering
Bhuchung K. Tsering (tibétain : བུ་ཆུང་ཀེ་ཚེ་རིང, Wylie : bu chung ke tshe ring, né en 1960 à Phari au Tibet) est un écrivain, journaliste et diplomate tibétain. 

## Biographie
Il est né en 1960 à Phari, dix jours avant que sa famille ne s'enfuit du Tibet après le soulèvement tibétain de 1959, pour un exil en Inde.
Il a commencé ses études à l'École centrale pour les Tibétains de Bylakuppe, en Inde du Sud, qu'il a poursuivies à l’école secondaire de St. John à Bangalore (en) puis à l'École secondaire centrale pour les Tibétains à Darjeeling.
Il a obtenu un B.A. en littérature anglaise à l'université de Delhi en 1982. 
Il fut journaliste du journal indien The Indian Express à New Delhi. 
En janvier 1984, il rejoint le gouvernement tibétain en exil à Dharamsala. 
Il fut l'éditeur de Tibetan Bulletin, la revue officielle de l’administration centrale tibétaine et travailla pour le Bureau du 14e dalaï-lama à Dharamsala et au Bureau du Tibet en Suisse où il travailla en relation avec la Commission des droits de l'homme des Nations unies.
En 1995, il a rejoint la Campagne internationale pour le Tibet à Washington, une association dont il fut directeur. 
Il a participé au processus de dialogue entre le gouvernement tibétain en exil et la Chine entre 2002 et 2010. Il a accompagné les émissaires du 14e dalaï-lama dans tous leurs cycles de discussionsavec la direction chinoise.
Il est membre du conseil de l’Indo-Tibetan Friendship Society à Delhi et du Congrès de la jeunesse tibétaine à Dharamsala. Il donne des conférences sur les problèmes relatifs aux droits de l'homme et à la démocratie au Tibet et écrit pour le Tibetan Bulletin et la Tibetan Review ainsi que pour des journaux indiens, népalais, tibétains, suisses et américains.
Il a un fils, Tenzin Tsering , qui espère être un politicien dans l'avenir.